# Hampea micrantha
Hampea micrantha é uma espécie de angiospérmica da família das Malvaceae.
Apenas pode ser encontrada no seguinte país: Panamá.
Está ameaçada por perda de habitat.